# 清水山舌唇兰
清水山舌唇兰（学名：Platanthera chingshuishania）为兰科舌唇兰属下的一个种。

## 扩展阅读
- 維基物種上的相關：清水山舌唇兰